# BEYOND
BEYOND（ビヨンド）は、香港のロックバンド。現在は活動休止中。

## バイオグラフィー
1983年、黃家駒(リーダー、ボーカル、リズムギター)、鄧煒謙(リードギター)、李榮潮(ベース)、葉世榮(ドラムス)の4人により初代Beyondが結成される。
「Beyond」という名前は鄧煒謙により名付けられた。意味は「超越」。
同年、鄧煒謙(初代リードギター)が脱退し、關寶璇(2代目リードギター)が代わりに加入。
その後、關寶璇(2代目リードギター)が脱退し、陳時安(3代目リードギター)が代わりに加入。
この年はさらに李榮潮(初代ベース)が脱退する。
1984年、黃家強(2代ベース)が李榮潮に代わり加入。
1985年、陳時安(3代目リードギター)が脱退、代わりに黃貫中(4代目リードギター)が加入。
1986年、劉志遠(リードギター、コーラス、キーボード)が5人目のメンバーとして加入。
1986年～1988年の間は、黃家駒、黃貫中、黃家強、葉世榮、劉志遠の5人での活動を行っていたが、1988年に劉志遠が脱退。この後にもメンバーが何人か入れ替わり、現在の体制となった。
1988年に「大地」がヒットし、香港を代表するロックバンドとなる。
1991年に来日し、アミューズのマネジメントで日本へ進出を試みた。
1992年、BMGファンハウス（現在のソニー・ミュージックレーベルズ内のAriola Japanレーベル）から作品をリリースし、日本でのデビューを果たす。
彼等が歌う「THE WALL 〜長城〜」のイントロ部分が、『進め!電波少年』（日本テレビ系）のオープニングテーマ曲にも使われ、日本でも徐々に知名度が上がりつつあった。
日本のロックバンド爆風スランプとも親交があり、メンバーのサンプラザ中野は彼らに「リゾラバ〜international〜」の詞を提供している。爆風スランプがカバーした同曲は、1992年に発売された『アジポン』に収録されている。
1993年には「海闊天空」と「かなる夢に 〜Far away〜」（海闊天空の日本語歌詞）が、『驚きももの木20世紀』（テレビ朝日系・朝日放送制作）の初代・2代目エンディングテーマ曲に続けて起用された。
1993年6月24日、バラエティ番組『ウッチャンナンチャンのやるならやらねば!』（フジテレビ系）の収録中にリーダーの黃家駒がセットから転落し6月30日に死亡したため、日本からの撤退を余儀なくされた。同時にこの番組も打ち切られた。
1993年7月18日 カレッジタウン八王子、7月27日大阪 千里セルシー、8月23日 東京 日清パワーステーション、8月24日 大阪 Coke Step Hallでコンサートを行う予定だったが、リーダーの黄家駒が急逝したため行われなかった。

### スリーピース体制から現在にかけて
残されたメンバー3人はその後も香港を拠点に、台湾・中国大陸などでバンド活動を続けたが、1999年12月にバンドとしての活動を休止し各自ソロ活動に入る。2003年に結成20周年を記念したワールドツアーを行いバンドの活動を再開するが、2005年10月のシンガポールでのライブをもって再び活動休止に。
解散後、各メンバーがソロ活動を行っていたが、残されたメンバー3人のいずれかの2人がコンサートを開催し、Beyondの楽曲を演奏する。
2008年6月10日に開催されたコンサート《別了家駒十五載 海闊天空音樂會》には、残されたメンバー黃家強 、黃貫中、葉世榮の3人が再度全員集合。
2009年7月に開催された《黃家強 x 黃貫中 This is Rock & Roll Live In Hong Kong 2009》のコンサートで、黃家強 、黃貫中がソロ活動の楽曲のほか、Beyondの楽曲も半分ほど演奏する。
2016年6月10日に開催された《家駒……愛心延續慈善演唱會2016》のコンサートで、黃貫中、葉世榮、また旧メンバーの劉志遠も出演。

## 主要メンバー
何度か入れ替わりよく知られる下記の4名となった。

黃家駒 (Wong Ka Kui, Koma)（1962年6月10日 - 1993年6月30日）
リーダー。ボーカル、リズムギター担当。Beyondのほとんどの楽曲の作曲、作詞を担当。
1983年結成から1993年死去まで在籍。

黃家強 (Wong Ka Keung, Steve)（1964年11月13日 -）
ベース、コーラス担当。黃家駒の弟。家駒の死後はベース、ボーカルを担当。
1984年から1999年解散、2003年再結成から2005年解散まで在籍。

黃貫中 (Wong Kwun Chung, Paul)（1964年3月31日 -）
リードギター、コーラス担当。家駒の死後はリードギター、ボーカルを担当。3人時期のほとんどの楽曲の作曲、作詞を担当。
1985年から1999年解散、2003年再結成から2005年解散まで在籍。

葉世榮 (Yip Sai Wing, Wing)（1963年8月19日 -）
ドラムス、コーラス担当。
1983年結成から1999年解散、2003年再結成から2005年解散まで在籍。

## 旧メンバー
鄧煒謙 (Tang Wai Him, William)
リードギター、コーラス担当。
1983年結成の時在籍、同年年末脱退。
李栄潮 (Li Wing Chiu)
ベース担当。
1983年結成の時在籍、同年年末脱退。
關寶璇 (Kwan Po Shun)
リードギター担当。
1983年から1984年まで在籍。
陳時安 (Chan Shi On, David)
リードギター担当。
1983年から1985年まで在籍、2022年1月12日死去。
劉志遠 (Lau Chi Yuen, Yuen) （1969年3月8日 -）
リードギター、コーラス、キーボード担当。
1986年から1988年まで在籍。2016年6月10日に開催された《家駒……愛心延續慈善演唱會2016》のコンサートで「再見理想」を演奏。1988年脱退以来約28年ぶりに旧友であるBeyondメンバーと共演。

## サポートメンバー
黃仲賢 (Wong Chung Yin)
リードギター担当。
2003年、2005年のBeyondコンサートでサポートギタリストとして登場。

## 出演
テレビ番組
- Beyond放暑假 (1991、香港TVB)

映画
- 開心鬼救開心鬼（1990）
- 吉星拱照 （1990）
- Beyond日記之莫欺少年窮（1991）

## ディスコグラフィー
シングル （日本）
- The Wall(長城) c/w Only Heaven Knows（無語問蒼天、1992年・FHDF-1195）
- リゾ・ラバ 〜international〜　c/w The Moring Train（早班火車、1992年・FHDF-1211）
- くちびるを奪いたい/遥かなる夢に 〜Far away〜（1993年 6月25日・FHDF-1295/FHDF-1716）
- Paradise c/w 冷雨沒暫停（Dancing in the rain、1994年・FHDF-147）
- アリガトウ c/w 祝您愉快（たのしくすごして、1995年・FHDF-1456）
- Love Our Bay（1999年・RCDA-7001）

アルバム （日本）
- 超越（1992年・FHCF-2031）
- zh:This Is Love 1（1993年 7月25日・FHCF-2104）
- zh:Second Floor（1994年・FHCF-2207）
- 遥かなる夢に　Beyond 1992-1995（1995年・FHCF-2222）
- The Best Of Beyond（1999年・RCCA-2034）

シングル （香港）
永遠等待　（1987）
孤單一吻　（1987）
天若有情　(1990)
戰勝心魔　(1990)
無盡空虛　(1992)
広東語の曲
- 海闊天空
- 光輝歲月
- 喜歡你
- 冷雨夜
- 情人
- 不再猶豫
- 灰色軌跡
- 午夜怨曲
- 真的愛你
- 長城
- 大地
- 誰伴我闖蕩
- 歲月無聲
- 逝去日子
- 農民
- 無悔這一生
- 再見理想
- 沖開一切
- 無盡空虛
- 舊日的足跡
- 可否沖破
- AMANI

日本語の曲
- 遥かなる夢に
- 蒸し暑い夜
- 明日の約束
- 手紙
- 孤獨
- 君には僕が
- 剎那的混沌
- リゾ・ラバ〜International〜
- シークレット・トラック
- アリガトウ
- もーまんたい
- くちびるを奪いたい
- The wall
- Paradise
- Never Change World
- 風
- hurry up
- home sick song

広東語アルバム
- zh:再見理想 (1986年3月)
- zh:亞拉伯跳舞女郎 (1987年7月)
- zh:現代舞台 (1988年3月)
- 秘密警察 (1988年9月6日)
- zh:Beyond IV (1989年7月)
- zh:真的見證 (1989年12月)
- zh:命運派對 (1990年9月)
- zh:猶豫 (1991年9月6日)
- zh:繼續革命 (1992年7月)
- zh:樂與怒 (1993年5月)
- zh:二樓後座 (1994年6月4日)
- Sound (1995年6月15日)
- zh:請將手放開 (1997年4月)
- zh:驚喜 (1997年12月)
- 不見不散 (1998年12月)
- Good Time (1999年11月)